# Sentou Yousei Yukikaze
Battle Fairy Yukikaze (戦闘妖精・雪風, Sentō Yōsei Yukikaze) é um anime OVA produzido pelo estúdio GONZO. É baseado no livro popular de ficção científica com o mesmo nome, pelo autor Kanbayashi Chouhei.

## Enredo
Algumas décadas no futuro, uma força extraterrestre conhecida como JAM invade a Terra através de um portal dimensional que apareceu de repente na antártida. As Nações Unidas estabelecem uma força de defesa para se opor à ameaça e começa a combater os invasores extraterrestres num planeta chamado "Fairy" do outro lado do portal dimensional. A personagem principal, Rei Fukai, pertence à Fairy Air Force (FAF), que é o suporte principal da defesa da Terra. Pilotando o Yukikaze, um avião armado avançado de reconhecimento equipado com um computador com uma IA quase sentimental, ele é parte da 5ª Divisão, Special Air Force (SAF). A SAF é responsável por todas as operações tácticas e estratégicas de reconhecimento da FAF, aparecendo normalmente onde as batalhas são mais intensas com a ordem de "trazer informações a todo o custo, mesmo que isso signifique abandonar aliados em grande necessidade de ajuda" e consequentemente ganhando um nickname difamador "Grim Reaper" (Chacinador Brutal). Quando o medo de uma penetração extra-terrestre na FAF se espalha, o Yukikaze pode ser a última esperança para a humanidade acabar com a guerra.